# رنرن
رنرن (به چینی: 人人网) یک شبکه اجتماعی است که در بین دانشجویان محبوبیت زیادی دارد.

## تاریخچه
رنرن توسط گروهی از دانشجویان در سال ۲۰۰۵ در دانشگاه چینهوا و دانشگاه تیانجین ساخته شد.